# Yewande Omotoso
Yewande Omotoso (Bridgetown, 1980) é uma escritora, arquiteta e designer baseada na África do Sul, que nasceu em Barbados e cresceu na Nigéria.  Ela é filha do escritor nigeriano Kole Omotoso e irmã do cineasta Akin Omotoso.  Ela atualmente mora em Joanesburgo. Os seus dois romances publicados renderam-lhe uma atenção considerável, incluindo a conquista do Prémio Literário Sul-Africano de Autor Publicado pela primeira vez, sendo pré-selecionada para o Prémio Sul-Africano de Ficção do Sunday Times, o M-Net Literary Awards 2012, o Prémio de Literatura Etisalat 2013, e ainda ser nomeada para o Prémio Feminino de Ficção de 2017 da Bailey.

## Carreira
O romance de estreia de Omotoso, Bom Boy, foi publicado em 2011 pela Modjaji Books na Cidade do Cabo. Ganhou o Prémio Literário Sul-Africano de 2012 em Autor Publicado pela primeira vez, foi pré-selecionado para o Prémio Sul-Africano de Ficção do Sunday Times e para o Prémio Literário M-Net 2012. Bom Boy também foi vice-campeão do Prémio Etisalat de Literatura de 2013, após o qual Omotoso assumiu uma bolsa Etisalat em 2014 na Universidade de East Anglia que foi entregue em seu nome pelo premiado NoViolet Bulawayo em 2013.
Omotoso foi bolsista da Norman Mailer em 2013 e recebeu uma bolsa de estudos da Miles Morland em 2014.
Como Bom Boy, o seu segundo romance, The Woman Next Door (Chatto e Windus, 2016) também foi revisado positivamente, com a Publishers Weekly referindo-se a ele como "este conto encantador, tocante e ocasionalmente radiante de duas octogenárias espinhosas: duas mulheres, uma negra e uma branca, vizinhas que descobrem depois de 20 anos trocando acusações e insultos que podem ajudar uns aos outros... Omotoso capta as relações raciais em mudança desde os anos 50, assim como a experiência do imigrante através de detalhes pessoais e pequenos episódios psicológicos sobre emoções misturadas, o olho do artista e o remorso da viúva. Ela é uma voz nova, adepta de evocar a paz e refletir sobre a crueldade do passado da África do Sul."  The Irish Independent descreveu The Woman Next Door como "um relato finamente observado do preconceito feminino, da redenção e dessa mercadoria muitas vezes indescritível - a amizade".  Foi indicado para o Prémio Feminino de Ficção de Bailey em 2017, e pré-selecionado para o Prémio Literário Internacional de 2018.
Omotoso contribuiu com histórias e poesia para várias publicações, entre elas Konch, Noir Nation, Speaking for the Generation: Contemporary Stories from Africa, Contemporary African Women Poetry, Kalahari Review, The Moth Literary Journal, One World Two e a antologia do Prémio Caine de 2012.
Ela é uma participante frequente em festivais literários, incluindo o Festival Aké das Artes e do Livro, o Edinburgh International Book Festival e do PEN American World Voices Festival.